# Ворщиковский сельсовет
Ворщиковский сельсовет — упразднённая административно-территориальная единица, существовавшая на территории Московской губернии и Московской области до 1954 года.
Ворщиковский сельсовет был образован в первые годы советской власти. По данным 1919 года он входил в состав Михалевской волости Бронницкого уезда Московской губернии.
По данным 1926 года в состав сельсовета входил 1 населённый пункт — деревня Ворщиково.
В 1929 году Ворщиковский с/с был отнесён к Ашитковскому району Коломенского округа Московской области.
31 августа 1930 года Ашитковский район был переименован в Виноградовский.
14 июня 1954 года Ворщиковский с/с был упразднён. При этом его территория была передана в Михалевский с/с.